# Rumex knekii
Rumex knekii är en slideväxtart som beskrevs av Karl Rechinger. Rumex knekii ingår i släktet skräppor, och familjen slideväxter. Inga underarter finns listade i Catalogue of Life.